# Demerara (rivier)

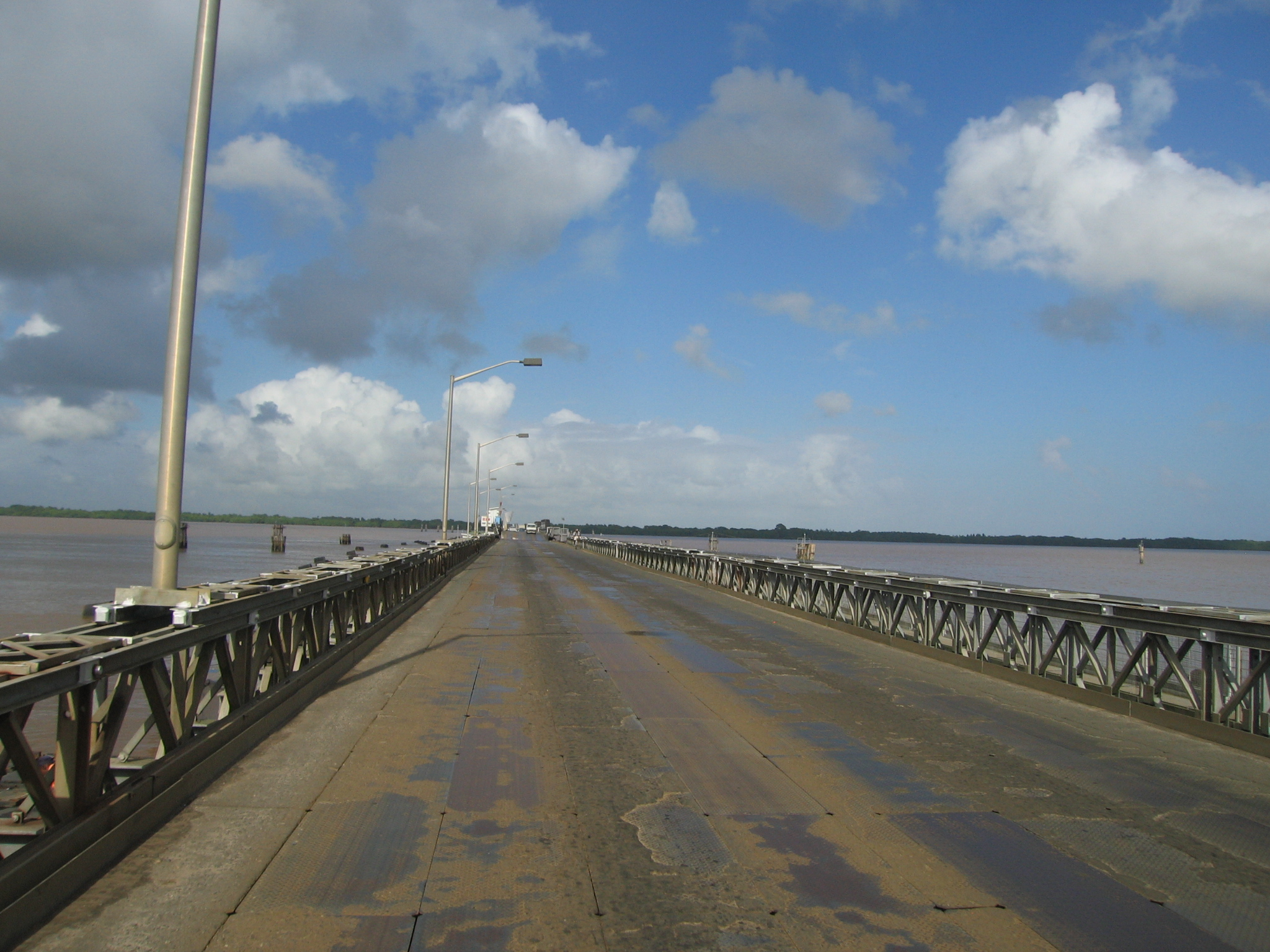
Brug

Demerara is een rivier in het oosten van Guyana en is ongeveer 346 km lang. De rivier mondt uit in de Atlantische Oceaan.
De grootste stad van het land, Georgetown, ligt op de rechteroever van de rivier.
Een Nederlands kolonie met deze naam bevond zich aan de rivier, zie Demerara.
Over de rivier loopt de Demerara Harbour Bridge die het westen van Guyana verbindt met het oosten.